# 奧特巴赫河 (穆德河支流)
49°39′9.60″N 9°12′32.21″E / 49.6526667°N 9.2089472°E

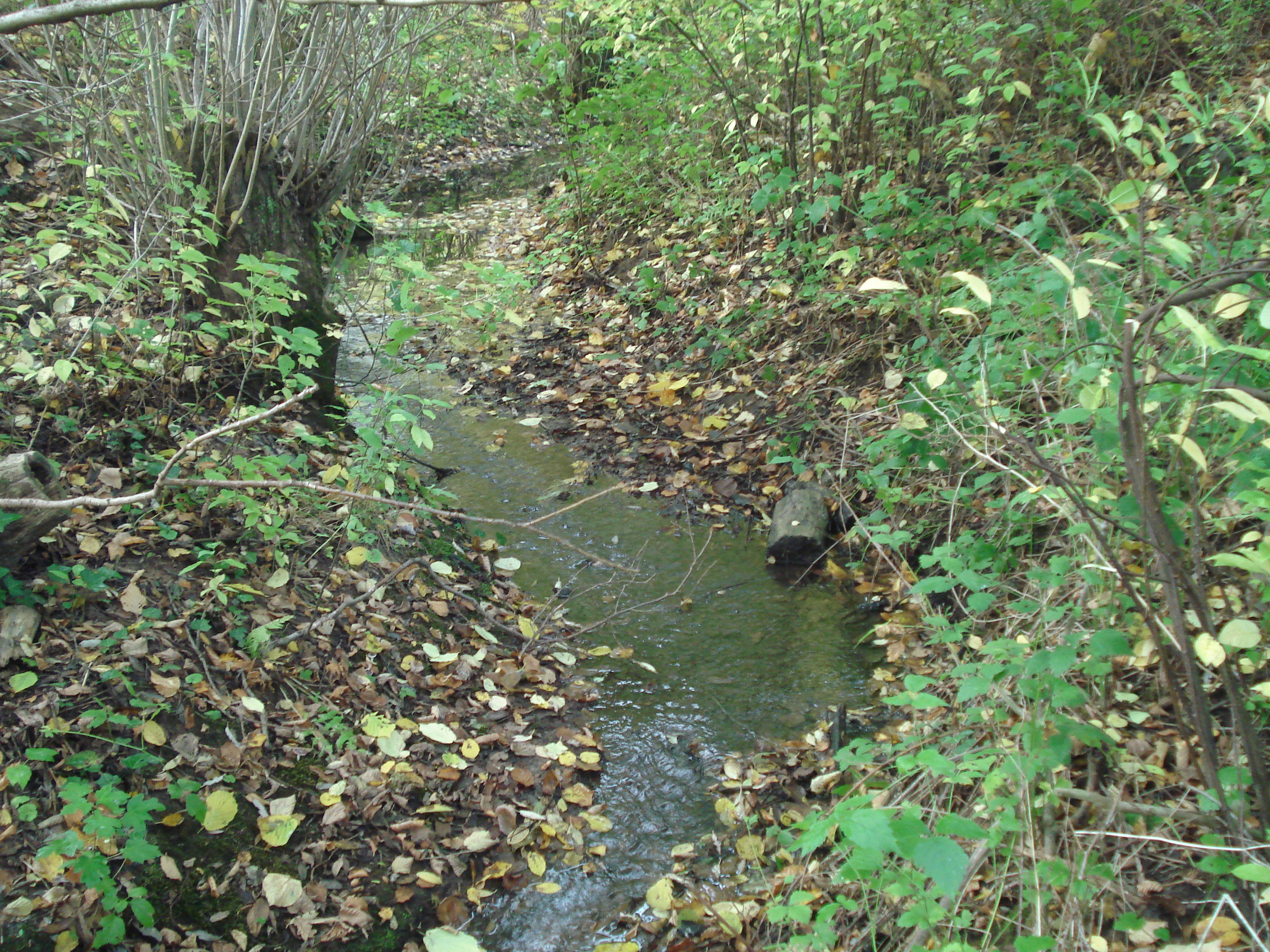

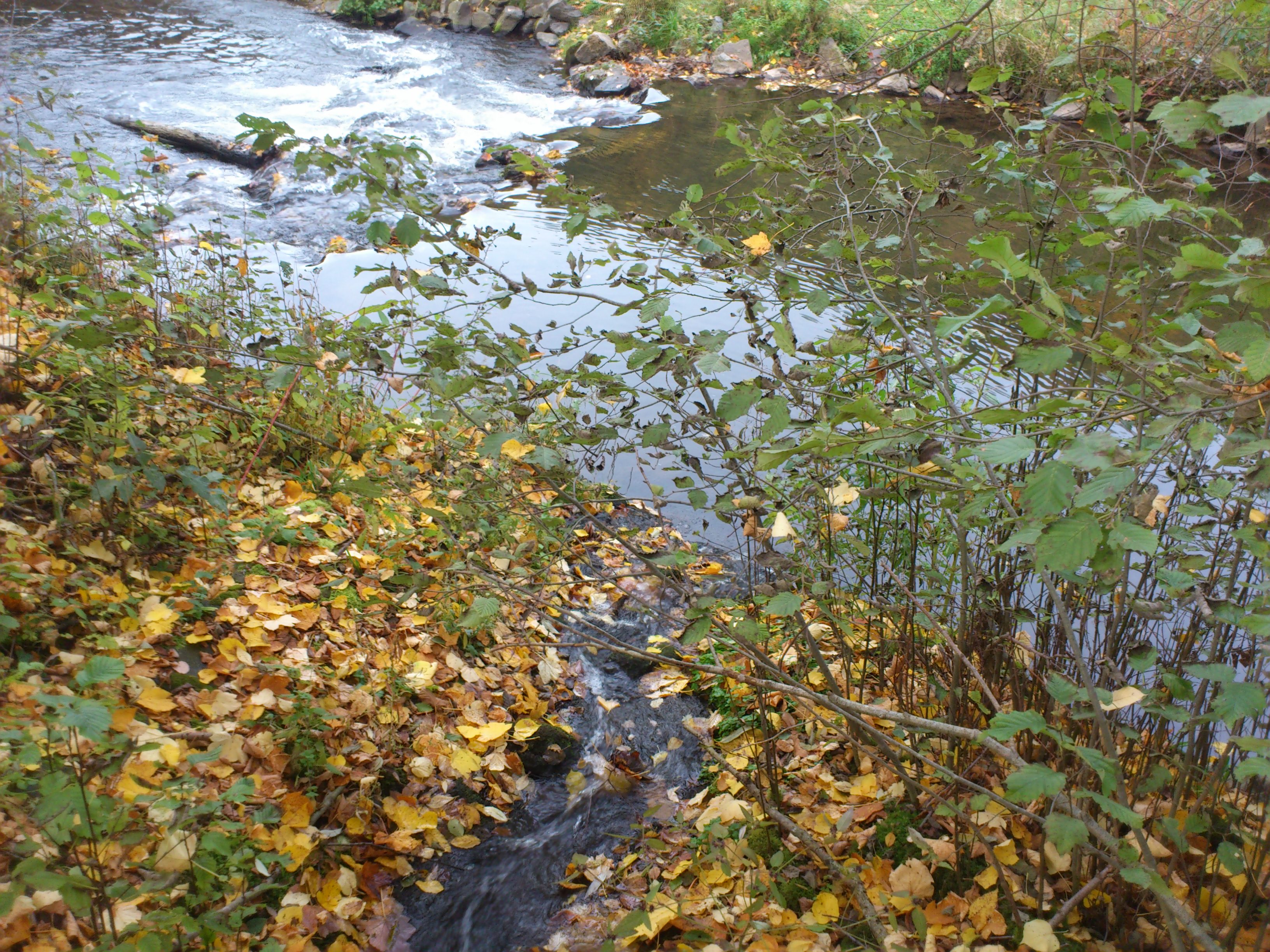

奧特巴赫河是德國的河流，位於該國東南部，由巴伐利亞負責管轄，屬於穆德河的左支流，河道全長5公里，流域面積10.9平方公里，河口處在阿莫巴赫。